# مطهر العليا (دابوي الجنوبي)
مطهر العلیا (بالفارسية: مطهرعلیا) هي قرية تقع في إيران في قسم دابوي الجنوبی الريفي. يقدر عدد سكانها بـ 616 نسمة بحسب إحصاء 2016.